# Битакове Озеро
Битакове О́зеро — село в Україні, у Глобинській міській громаді Кременчуцького району Полтавської області. Населення становить 4 особи.

## Географія
Село Битакове Озеро знаходиться на березі річки Крива Руда, яка за 1,5 км впадає у річку Сухий Кагамлик, вище за течією за 2 км розташоване село Сидори. Річка у цьому місці пересихає, на ній зроблено кілька ставків.

## Історія

### Київська Русь
У добу середньовіччя ця місцевість займала прикордонне положення між Руськими землями (Переяславське князівство) та Диким Полем, де кочували печеніги, хозари, татари. Про це свідчать гідроніми Кагамлик, Кагамличок (з тюркської «Каган-ерлик» — володіння Кагана) та топоніми села Битакове Озеро — Черкаси, Черкеси (з тюркської «Чири-Киси», «Чири-Киши»- люди воїни). Тому вважають, що село Битакове Озеро було заселене ще за часів набігів на руські землі кочових тюркомовних народів. А виник він як форпост у боротьбі Русі з кочовиками. Географічне положення кутка Черкеси таке, що саме тут була нейтральна земля між Кагамликом та Сулою. Далі за Сулою жили слов'яни, а за річками Кагамлик, Омельник, Псел — кочівники, бо названі гідроніми та майже всі на сході та півдні України — тюркського походження.[неавторитетне джерело]

### Гетьманщина
Однак існує й інша версія заснування Битакового Озера та походження його назви. За переказами місцевих довгожителів, село було засноване за часів гетьмана Богдана Хмельницького (чи дещо пізніше) сім'ями двох козаків - Бугайця та Таранця, які осіли на вільних землях, що стали "нічийними" після того, як на цю територію перестала поширюватись влада Речі Посполитої. А назва села походить від імені воєначальника (чи командира загону) кримських татар Битака. Цей загін у ті часи допомагав війську Богдана Хмельницького у війні з Польщею, і декілька разів зупинявся табором у цій місцевості біля розливу річки. Місцевим жителям в ті часи знаходитися там було небезпечно, оскільки кримські татари брали ясир.

### Російська імперія
До 1923 року село належало до Пирогівської волості Кременчуцького повіту.

### Радянська влада
По сільській раді, до якої входили село Битакове Озеро з хуторами Бугайцівкою, Відногами, Гнатенківкою, Пащенками, Рудівкою, Таранцівкою,Сокурами  — 533 двори, 2600 жителів.

### Голодомор
У Національній книзі пам'яті жертв Голодомору 1932—1933 років в Україні вказано, що 63 жителі села загинули від голоду.
У 1939 році в Опришківській сільській раді налічувалось 1747 жителів — наслідок голодомору 1932—1933 років.

### Радянсько-німецька війна
Після визволення від німців на хуторі Битакове Озеро працював 5221-й інфекційний пересувний польовий шпиталь.
На фронтах загинули з села Битакове Озеро — 40 чоловік.

### Незалежна Україна
12 червня 2020 року, відповідно до розпорядження Кабінету Міністрів України № 721-р «Про визначення адміністративних центрів та затвердження територій територіальних громад Полтавської області», село увійшло до складу Глобинської міської громади.
19 липня 2020 року, в результаті адміністративно - територіальної реформи та ліквідації Глобинського району, село увійшло до складу новоутвореного Кременчуцького району.

## Населення
Населення станом на 1 січня 2021 року становить 4 особи.
- 2001 — 58
- 2011 — 22
- 2021 — 4

Згідно з переписом УРСР 1989 року чисельність наявного населення села становила 111 осіб, з яких 43 чоловіки та 68 жінок.
За переписом населення України 2001 року в селі мешкало 57 осіб.

### Мова
Розподіл населення за рідною мовою за даними перепису 2001 року:
| Мова       | Кількість | Відсоток |
| ---------- | --------- | -------- |
| українська | 54        | 93.1%    |
| російська  | 4         | 6.9%     |
| Усього     | 58        | 100%     |

## Особистості
- Олександр Таранець (уродженець с. Битакове Озеро) — народний артист України
- Анатолій Олександрович Бугаєць (уродженець с. Битакове Озеро)— український промисловець, кандидат технічних наук, народний депутат України  V скликання, Герой України, колишній почесний генеральний директор ВАТ «Турбоатом».